# Актас (Кокпектинский район)
Актас (каз. Ақтас) — село в Кокпектинском районе Абайской области Казахстана. Входит в состав Улкен Букенского сельского округа. Код КАТО — 635035200.

## Население
В 1999 году население села составляло 261 человек (136 мужчин и 125 женщин). По данным переписи 2009 года, в селе проживал 151 человек (83 мужчины и 68 женщин).